# Haus Vlassrath

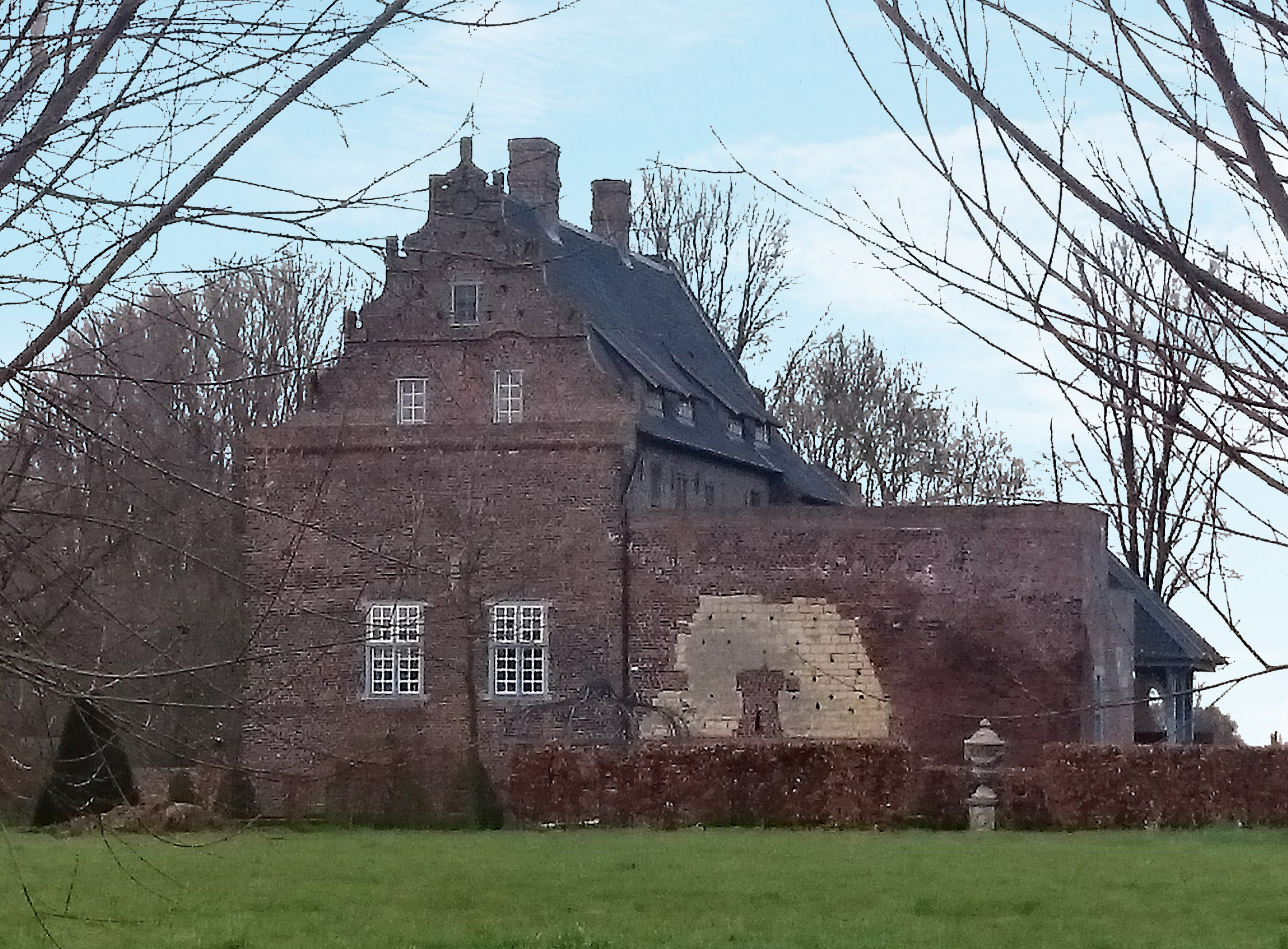
Haus Vlassrath, Ansicht von Süden

Das Haus Vlassrath, seltener auch Burg Vlassrath genannt und früher oft auch Vlaesrath geschrieben, ist ein niederrheinisches Herrenhaus auf dem Gebiet der Gemeinde Straelen. Es steht am linken Ufer der Niers fast in Sichtweite des Hauses Eyll etwa einen Kilometer nördlich davon. Das Anwesen geht auf einen mittelalterlichen Rittersitz zurück, der zu Beginn des 17. Jahrhunderts nach einem Brand neu aufgebaut wurde. Haus Vlassrath kann von weitem eingesehen werden, ist jedoch nicht zu besichtigen.

## Geschichte

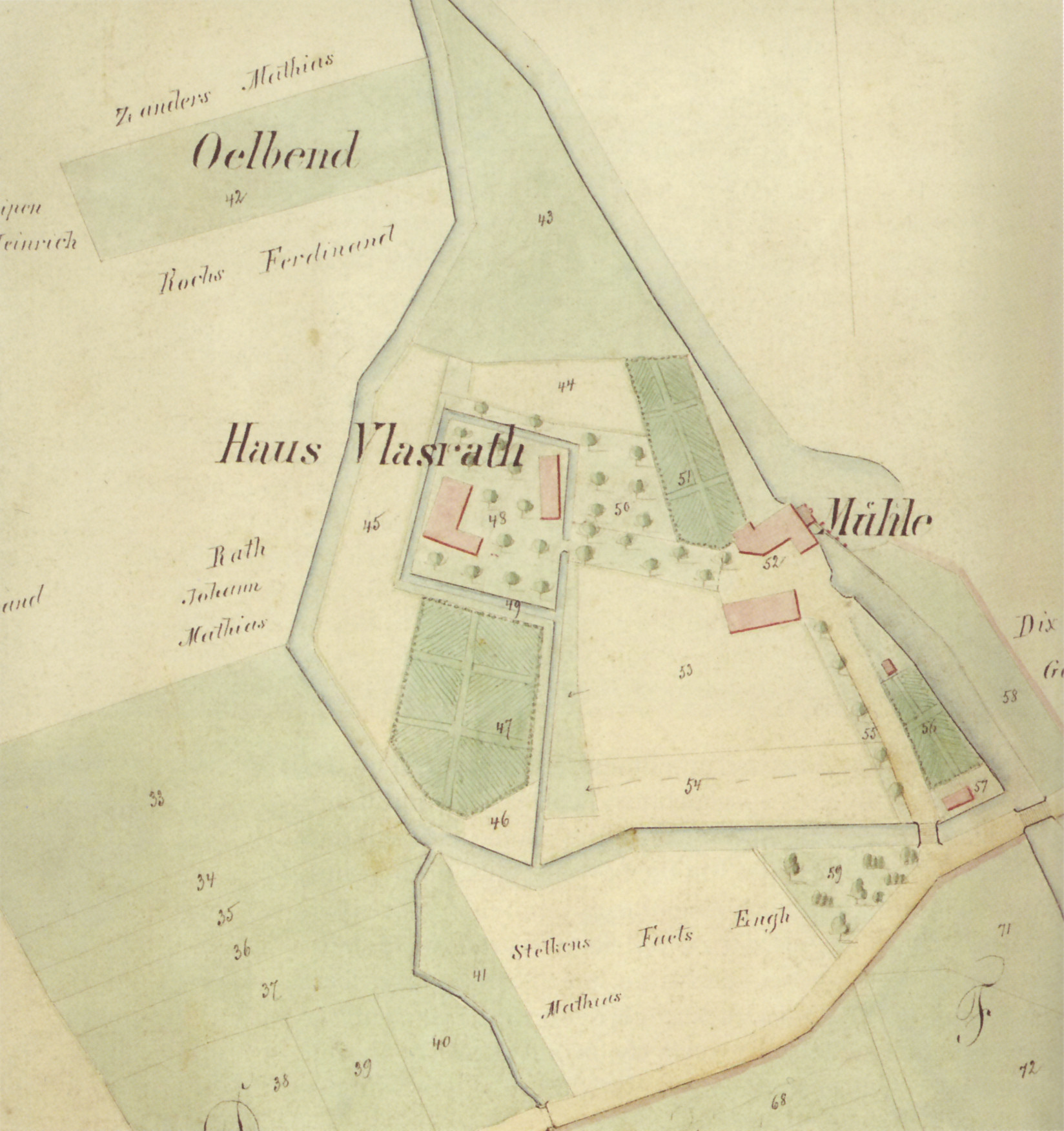
Haus Vlassrath mit Mühle und barocker Gartenanlage auf einer Karte aus dem Jahr 1877

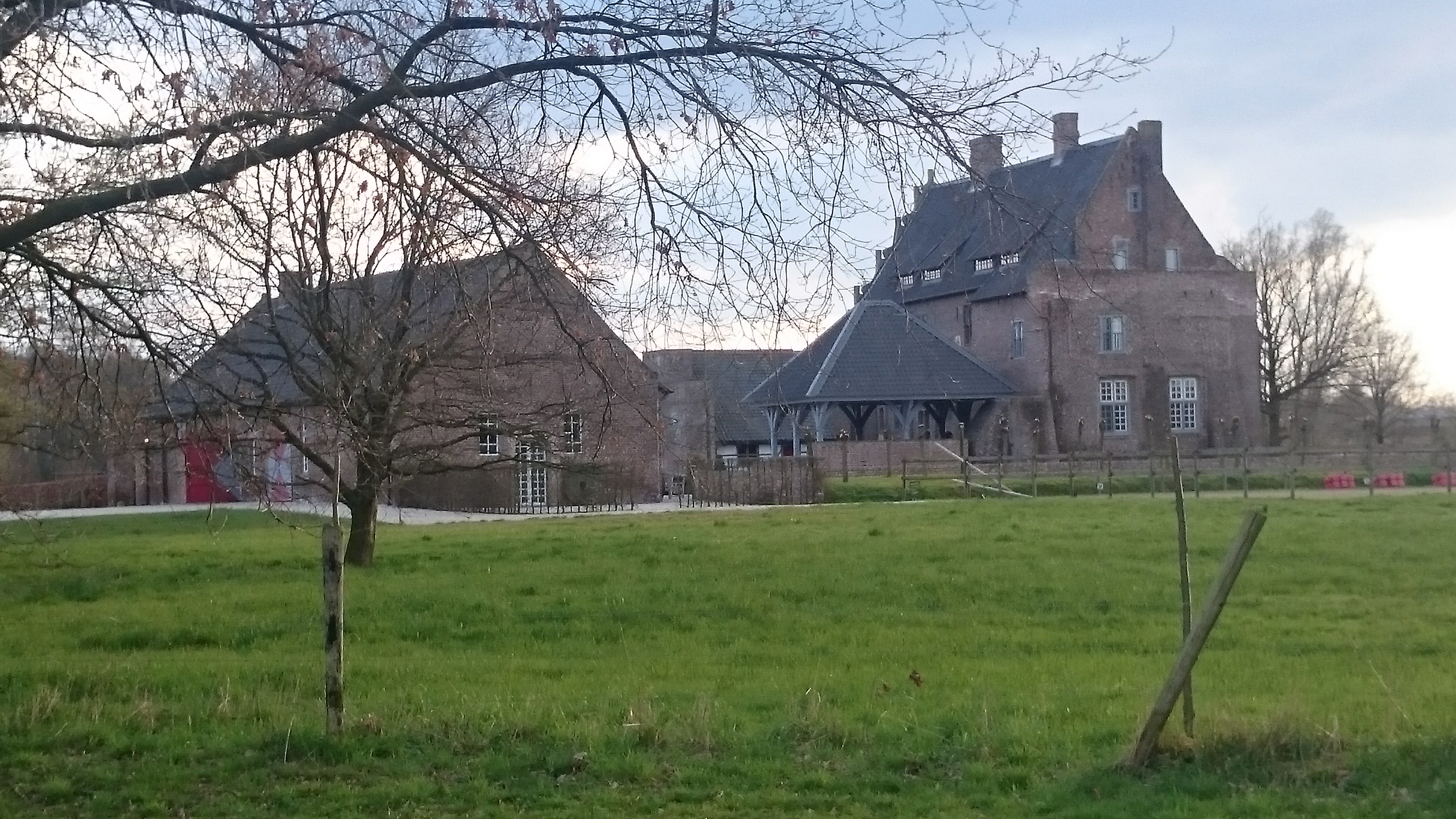
Die Hofanlage

Wann genau Haus Vlassrath gegründet wurde, ist bisher unbekannt, jedoch existierte schon in der ersten Hälfte des 14. Jahrhunderts ganz in der Nähe eine Mühle, die im Besitz des Klever Amtmanns Wolter von Wossum war und für diese Zeit die Existenz eines befestigten Rittersitzes nahelegt. Wolters Tochter Sophia heiratete den kurkölnischen Amtmann von Liedberg, Engelbert von Orsbeck. Das Paar stellte 1390 eine Urkunde aus, in der es erklärte, dem Herzog von Geldern mit seinem Haus und seiner Vorburg zu Vlassrath („huse ende vorgeborghte to Vlasroten“) keinen Schaden zufügen zu wollen. Wahrscheinlich war das in der Urkunde erwähnte Haus erst kurz zuvor fertiggestellt worden.
Ab 1432 war Haus Vlassrath ein geldrisches Lehen, das fest mit dem Amt Straelen verbunden war. Im Jahr 1441 wurde Engelbert von Brempt neuer Besitzer des Anwesens und als solcher damit belehnt, jedoch besaß zu jener Zeit die Witwe Sophia von Wossum das Nießbrauchrecht. Wahrscheinlich hatte Sophias Tochter Engelbert von Brempt zuvor geheiratet und den Besitz in die Ehe gebracht. Der neue Besitzer ging nach dem Tod seiner ersten Frau eine zweite Ehe mit Aleid Schenk von Nideggen ein und verschrieb ihr Vlassrath 1460 als Leibgedinge. Von Engelbert kam das Haus 1473 erst an seinen gleichnamigen Sohn Engelbert II. und von diesem im Mai 1505 an Evert von Brempt. Nach dessen Tod wurde 1544 Everts noch unmündiger Sohn Jost mit Vlassrath belehnt, während Everts Witwe ein Nießbrauchrecht erhielt. Jost verzichtete zugunsten seines jüngeren Bruders Engelbert (III.) auf das Anwesen, sodass dieser im Juni 1556 die Belehnung damit erhielt. Engelberts Söhne folgten ihrem Vater als Lehnsnehmer nach, 1585 erst Wilhelm und nach dessen Tod dann Johann von Brempt.
Dieser Johann ließ Haus Vlassrath, das durch ein Feuer vor 1607 samt Vorhof und Mühle abgebrannt war, gemeinsam mit seiner Frau Johanna von Berg(h)e zu Trips bis 1612 wiederaufbauen und gab ihm damit im Wesentlichen sein heutiges Aussehen. Noch bis 1642 saß die Familie von Brempt auf dem neu errichteten Rittersitz, dann starb sie mit dem erst 14-jährigen Wilhelm am 4. März jenes Jahres auf Vlassrath aus. Wilhelms Mutter Irmgard von Blittersdorf hatte in zweiter Ehe den Baron Johann Arnold von Wachtendonk geheiratet und brachte den Besitz nach dem frühen Tod ihres Sohnes damit an ihn. In den folgenden Jahren befand sich Vlassrath zum Teil in den Händen mehrerer Familien gleichzeitig, ehe Isabella Ricard, Witwe des Philipp Franz von Varo auf Haus Caen 1713 eine auf Vlassrath liegende Schuld in Höhe von 6900 Patagon ablöste und damit zumindest Teileigentümerin, wenn nicht sogar Alleineigentümerin, wurde. Sie vermachte die kleine Anlage ihrem Sohn Alexander Ferdinand Philipp, der am 12. Oktober 1718 vom preußischen König Friedrich Wilhelm damit belehnt wurde.
Der neue Besitzer verkaufte es im Jahr 1721 an Isabella Maria von Romer, sodass 1722 deren noch minderjähriger Sohn Johann Jakob Reiner mit Vlassrath belehnt wurde. Nach seinem Tod kam es wohl an seine Schwester Johanna Adriana, die einen Monat zuvor Arnold Carl Philipp August von Varo geehelicht hatte. Das Paar residierte auf dem nahe gelegenen Haus Caen, und Vlassrath wurde fortan nur noch von Pächtern bewohnt und bewirtschaftet.
Seit 2006 ist das Herrenhaus Wohnsitz eines Mitglieds der Familie Geyr von Schweppenburg, die es von 1999 bis 2006 aufwändig restaurieren ließ. Zwei Räume des Haupthauses sowie eine Suite stehen Gästen als Fremdenzimmer für Übernachtungen zur Verfügung.

## Beschreibung

Grundriss des Herrenhauses; schwarz: erhalten, grau: rudimentär erhalten oder verschwunden

Die heutige Bausubstanz des Hauses Vlassrath stammt aus verschiedenen Jahrhunderten. Zwei Wappensteine aus Sandstein an der hofseitigen Fassade des Herrenhauses erinnern an seiner Erbauer, das Ehepaar Johann von Brempt und Johanna von Berg(he) zu Trips. Die frühere Zweiteiligkeit der Anlage ist heute nicht mehr zu erkennen, denn der einstige Wassergraben zwischen Vorburg und Herrenhaus existiert heute nicht mehr. Von den ehemaligen Wirtschaftsgebäuden ist nichts mehr vorhanden, anstatt derer steht heute im Vorburgbereich ein Vorgebäude, das durch seine Kreuzstockfenster in die Zeit um 1600 zu datieren ist.
Das Haupthaus stammt im Kern aus dem 14. Jahrhundert, ebenso wie die noch teilweise erhaltene 1,50 bis 1,80 Meter dicke Umfassungsmauer, die ein Geviert mit Wehrgang umschloss. In diesem Bereich stand früher ein Backsteinbau mit L-förmigem Grundriss und einem Seitenmaß von 27 Metern an der Längsseite. An der südwestlichen Außenmauer haben sich davon zwei Kragsteine als Reste eines Aborterkers erhalten.

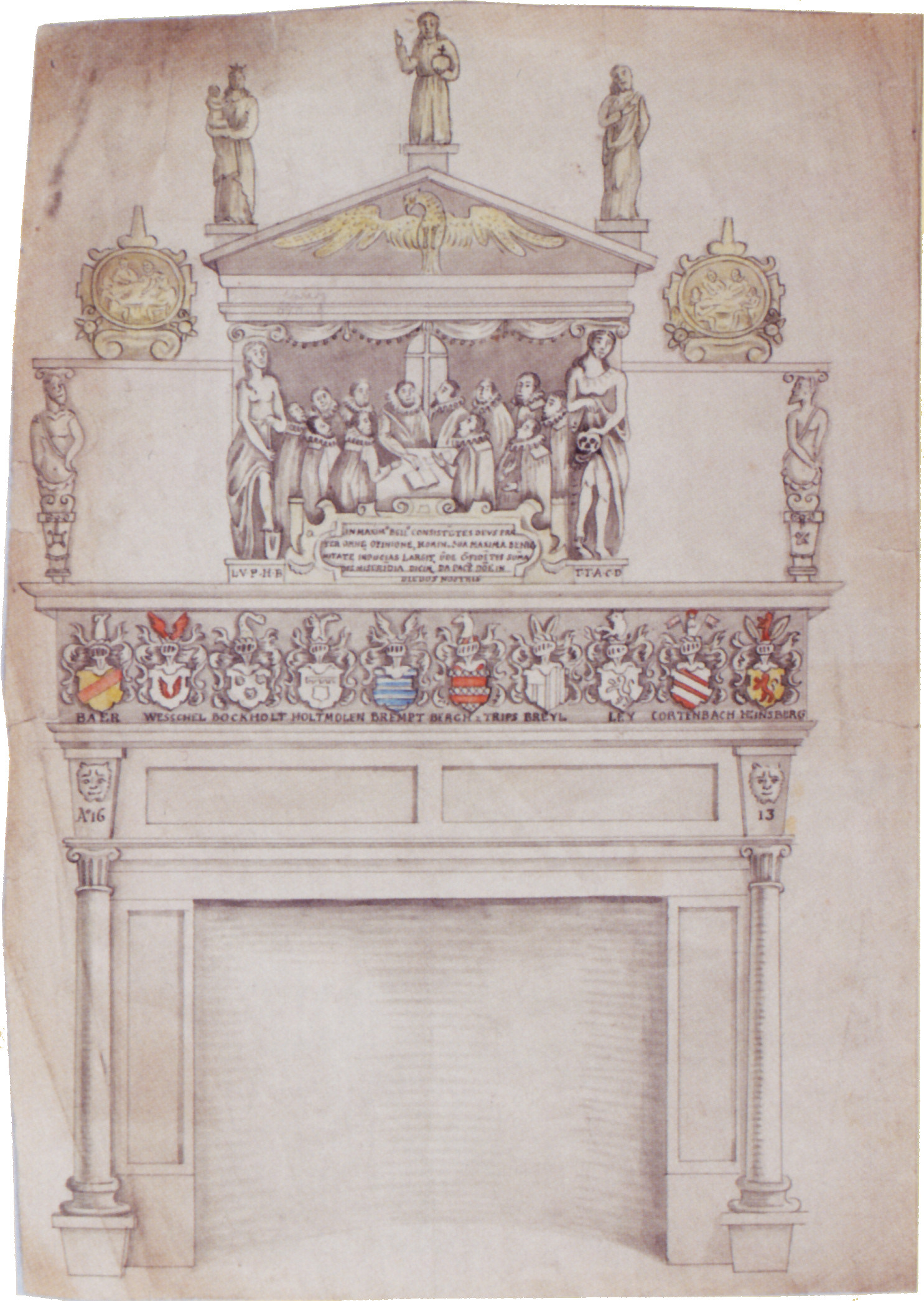
Zeichnung des Kamins auf Haus Vlassrath von Constantin von Ruys

Das heutige Herrenhaus präsentiert sich als ein rechteckiges Gebäude an der Nordwest-Seite des Gevierts, dessen Außenmauern zum Teil nicht so stark sind wie die der Südwestseite. Daraus lässt sich schließen, dass der Bau jüngeren Datums ist, vermutlich aus der zweiten Hälfte des 15. Jahrhunderts. Indiz dafür sind hofseitige Blendbögen an der Fassade, wie sie auch an Schloss Rheydt und dem Kloster Graefenthal zu finden sind. Drei mit Schlagläden ausgestattete, zum Hof zeigende Fenster im Obergeschoss des Gebäudes sowie der südliche renaissancezeitliche Giebel, der mit seinen elf Ausflugslöchern zugleich als Taubenschlag diente, sind Zeugen eines Umbaus des Hauses zu Beginn des 17. Jahrhunderts.
Von der originalen Ausstattung der Innenräume sind noch einige Teile erhalten. So zum Beispiel zwei Kellerräume mit 6-jochigem, gotischem Kreuzrippengewölbe und eine Stuckdecke im großen Saal des Haupthauses mit der Jahreszahl 1612, die vom Wiederaufbau kündet. In jenem Raum findet sich auch das kunsthistorisch interessanteste Ausstattungsstück Vlassraths: ein Kamin aus weißem Marmor, der 1613 angefertigt wurde. Sein von zwei ionischen Säulen getragener Architrav zeigt eine Reihe von 16 Familienwappen, die Ahnen Johanns von Brempt und seiner Frau zugeordnet werden können. Darüber zeigt er bildliche Darstellungen von Szenen im Zusammenhang mit dem Hundertjährigen Krieg. Das mittlere Szenenbild trägt die Inschrift In maximo bello consistentes Deus praeter omnem opinionem hominum sua maxima benignitate inducias largitur unde confidentes summa Dei misericordia dicimus: „da pcaem in diebus nostris“ (Uns in dem schwersten Kriege begriffen, beschenkte Gott gegen alle Erwartungen die Menschen mit einem Waffenstillstand, woher wir, vertrauend auf die Barmherzigkeit Gottes, sagen: „Herr gib uns den Frieden in unseren Tagen“).
Reste der schon für 1447 urkundlich belegten, aber in der ersten Hälfte des 15. Jahrhunderts abgebrochenen Kapelle sind heute noch in Form einer gotischen Nische in einem Fachwerkhaus erhalten.
Zu Vlassrath gehörte eine Kornmühle, die noch vor dem Herrenhaus in einem Lehnsverzeichnis der Abtei Siegburg aus der Zeit zwischen 1320 und 1349 genannt wurde. Ihr Gebäude steht südöstlich des Haupthauses direkt an der Niers und stammt von 1876. Die schwarz-gelben Fensterläden erinnern an die Farben der Familie Geyr von Schweppenburg, die ehemals Besitzerin der Mühle war. Seit einem Ausbau 1972 dient das Gebäude zu Wohnzwecken. Von der 1461 genannten und bereits vor 1800 abgebrochenen Ölmühle an der Einfahrt zu Vlassrath ist heute indes nichts mehr übrig.